# Kamanahalli, Sakleshpur
Kamanahalli là một làng thuộc tehsil Sakleshpur, huyện Hassan, bang Karnataka, Ấn Độ.